# ابراهیم بن سلیمان قطیفی
ابراهیم بن سلیمان قطیفی فقیه َشیعهٔ امامی عربستانی در قرن دهم بود. خاستگاهش قطیف و محل سکونتش بحرین بود. وی سپس به عراق کوچید و ساکن نجف شد و همان‌جا درگذشت. او ۲۱ کتاب نگاشت؛ از جمله ""نفحات الفوائد"" ،السراج الوهاج، الرسائل الرضاعیة، نوادر الأخبار الطریفه و الأمالی.